# Luxiaria celebensis
Luxiaria celebensis là một loài bướm đêm trong họ Geometridae.